# نبرد شکریازی
جنگ شکریازی یا جنگ قلعه چهریق معادل ۱۸ تا ۲۰ مرداد ۱۳۰۱ مابین قوای دولتی به فرماندهی سرتیپ امان‌الله جهانبانی و اکراد شکاک به فرماندهی اسماعیل سیمیتقو در گرفت که طی آن نیروهای دولتی موفق به شکست نیروهای اسماعیل سیمیتقو و فتح قلعه چهریق شدند.

## مقدمات
در حوالی مرداد ۱۳۰۱ اوضاع آذربایجان در پی قیامهای خیابانی و ماژور لاهوتی مغشوش و آشفته بود و بیم آن می‌رفت که سمیتقو تدریجاً سایر شهرهای آذربایجان را ضمیمه کار خود کند. لاجرم سرتیپ امان‌الله جهانبانی رئیس ارکان حرب کل قشون به فرماندهی لشکر آذربایجان منصوب شده و امیر موثق نخجوان موقتاً به جای وی کفیل ارکان حرب شد. امان‌الله میرزا پس از ورود به تبریز برای سرکوبی اکراد یک ستاد جنگی تشکیل داد و مشغول مطالعه شد. در همین هنگام دکتر محمد مصدق‌السلطنه والی آذربایجان از سمت خود کناره‌گیری و به تهران عزیمت نمود. لذا امان‌الله میرزا با حفظ سمت، امور استانداری را نیز به عهده گرفت و روز هفدهم مرداد ماه ۱۳۰۱ طرح عملیاتی خود را برای حمله به سمیتقو آماده نموده، سرهنگ حسین بقائی را به کفالت استانداری آذربایجان منصوب کرد و خود عازم مرکز ستاد جنگ، شرفخانه، شد.

## یگانها و مراتب فرماندهی قوای دولتی
۱- از پادگان تهران: فوج پیاده پهلوی، فوج پیاده احمدی و گردان آتشبار و توپخانه و هنگ سوار سنگین اسلحه

۲- از آذربایجان: دو هنگ پیاده، یک هنگ سوار، آتشبار توپخانه

۳- از قزوین: یک گردان پیاده، یک اسوارن (اسکادران) سوار

۴- از همدان: یک گردان پیاده

۵- قوای محلی: چریکهای امیرعشایر و دستجات شاهسون در حدود سه هزار نفر

## نقشه و آرایش جنگی
آرایش جنگی بدین صورت انجام گرفته بود:

الف- ستون گارد فوجهای پیاده پهلوی و احمدی، یک آتشبار صحرائی، یک آتشبار کوهستانی به فرماندهی سرتیپ فضل‌الله خان بصیر دیوان (یا همان فضل‌الله زاهدی بعدی). محل حمله این واحد از ارتفاعات قزل داغ و میشوداغ به سمت قلعه چهریق بود.

ب- ستون آذربایجان عبارت از یک هنگ پیاده، یک اسواران سوار، یک آتشبار کوهستانی به فرماندهی سرتیپ حسن ظفرالدوله (مقدم) از روی ارتفاعات شکریازی به سمت چهریق.

ج- واحدهای سوار تحت فرماندهی سرهنگ کلبعلی خان در اختیار فرماندهی.

د- هنگ سوار و پیاده ژاندارمری به فرماندهی نایب سرهنگ محمود پولادین.

ه- سلشحوران غیرنظامی از ارومیه
و- پادگان هنگ کاظمی به فرماندهی سرهنگ ابوالحسن خان پورزند با نیروی مقیم شرفخانه.

## ترتیب بروز جنگ
جنگ از روز هجده مردادماه آغاز شد. در شروع رزم، اکراد نه تنها حملات پیاده نظام ستون گارد را در هم می‌شکستند (که باعث مرگ حدود هزار سرباز از ارتش ایران شد)، بلکه بیم آن بود که ارتباط ستون گارد و ستون آذربایجان را قطع و هر یک را جداگانه محاصره و قتل عام کنند. فرمانده قوا به ستون سواره نظام احتیاط فرمان حمله داد و گذشته از آن توپخانه کوهستانی و آتشبار صحرائی شلیک را آغاز نمودند. مخصوصاً هدف گیریهای نایب غلامعلی بایندر موجب وحشت شدید اکراد گردید. بیست و چهار ساعت جنگ به شدت ادامه داشت و سرانجام کردها به قلعه چهریق عقب نشینی کردند. عقب نشینی کردها باعث تجری سربازان دولتی شد و متفقاً دشمن را تعقیب و چهریق در تاریخ بیستم مرداد ماه به تصرف قوای دولتی درآمد.
نیروهای اکراد حدود ۲۰۰۰ کشته زخمی و اسیر دادند
و نیروهای ارتش متحمل حدود ۱۲۰۰ کشته و حدود ۳۰۰۰ -۳۵۰۰ زخمی شدند.

## پیامدها
در این نبرد عده زیادی از اکراد کشته و بقیه از جمله سمیتقو به خاک ترکیه پناهنده شدند. در ترکیه بین سمیتقو و عده از راهزنان زد و خوردهایی به‌وجود آمد و در این برخوردها جواهرخانم همسر سمیتقو به قتل رسید. از دیگر سو برای تعقیب سمیتقو و یاران وی فرماندهی قوا به هنگ سوار سنگین اسلحه دستور تعقیب داد و این هنگ بدون اکتشاف نظامی وارد منطقه شد و با تلفات سنگین عقب نشینی کرد. فتح قلعه چهریق و شکست سمیتقو باعث شد از اطراف و اکناف کشور تلگرافهای زیادی برای وزیر جنگ (رضا خان) ارسال شود. روزنامه‌ها صفحات اول خود را اختصاص به نبرد شکریازی داده بودند. سلطان احمدشاه قاجار و موتمن الملک، رئیس مجلس، با ارسال تلگراف و نامه حصول این پیروزی را به وزیر جنگ تبریک گفتند.